# Церква святого архистратига Михаїла (Більче-Золоте)
Церква святого архистратига Михаїла в Більче-Золотому — культова споруда, храм Борщівського благочиння Тернопільської єпархії Православної церкви України в селі Більче-Золоте Чортківського району Тернопільської области. Пам'ятка архітектури місцевого значення (охоронний номер 431). При церкві діє парафія.

## Історія церкви
Храм був збудований за сприяння князя Сапеги, який у 1868—1871 роках виділив для цього місце в центрі села. Його звели з каменю, взятого з руїн місцевого замку.
Новозбудований храм розписував відомий іконописець Модест Сосенко. Однак після німецьких бомбардувань у Другій світовій війні та через атеїстичний режим жодна з фресок не збереглася.
У 1990 році з благословення настоятеля о. Юрія Стеблини розпочалися роботи з відновлення храму. Значну фінансову підтримку надали голова колгоспу «Перемога» В. Чопик та генеральний директор свинокомплексу І. Абдулін. Фасад храму оздоблено за сприяння колишнього головного лікаря В. Вершигори. Навесні 1991 року художники Борщівського району під керівництвом Василя Отецька розпочали розпис.
У 1991 році на Великдень уперше на Хресній ході заграв духовий оркестр. За ініціативи о. Юрія Стеблини та директора музичної школи Миколи Теслі була встановлена традиція всенародного святкування проводів коляди.
З благословення о. Петра Миськіва розбудовується каплиця Всецариці Богородиці для освячення води, а разом з його дружиною організовано недільну школу для дітей.
За сприяння мецената Володимира Іванишина у 2010 році було реконструйовано дзвіницю, а також розпочато перекриття даху та позолочення куполів.

## Парохи
- о. Омелян Глібовицький ([1886], сотрудник)[3]
- о. Ілларіон Тишинський,
- о. ? Вонсуль (1904—1906),
- о. Микола Семенович (1906—1909),
- о. Софрон Левицький (1909—1923),
- о. Михайло Ганкевич,
- о. Семен Гребенюк (1924),
- о. Юрій Стеблина,
- о. Петро Миськів (з 1992).